# Alessandra Patelli
Alessandra Patelli (* 17. November 1991 in Conegliano) ist eine italienische Ruderin. Sie nahm im Zweier ohne Steuerfrau an den Olympischen Sommerspielen 2016 teil. 2020 wurde sie Vizeeuropameisterin im Vierer ohne Steuerfrau.

## Karriere
Alessandra Patelli begann mit Kunstturnen, aber dafür war sie mit ihrem Körperbau nicht gut geeignet und deshalb wechselte sie zur Leichtathletik und zum Tennis. Mit 18 ging sie für einen Auslandsaufenthalt eine Woche in die Vereinigten Staaten, in die Nähe von New York City. Das Mädchen der Familie, bei denen sie während dieser Zeit unterkam, ruderte in der Schule und nahm sie mit zum Training. Nachdem sie dort das erste Mal im Boot saß, verliebte sie sich sofort in den Rudersport. Sie rief ihren Vater an und sagte ihm, dass er in Italien einen Verein suchen sollte. So begann sie Ende 2009 beim A.S.D. Società Canottieri Sile Treviso mit dem Rudersport. 2011 startete sie beim ersten Ruder-Weltcup der Saison in München zusammen mit Gaia Palma im Doppelzweier. Mit dem zweiten Platz im C-Finale belegten die beiden am Ende den 14. Platz. Beim dritten Weltcup in Luzern ging sie im Doppelvierer an den Start. Gemeinsam mit Gaia Palma, Giada Colombo und Valentina Calabrese erreichte sie im B-Finale den dritten Platz und beendete den Wettkampf auf Platz neun. Anschließend gewannen die vier bei den U23-Weltmeisterschaften die Silbermedaille im Doppelvierer hinter dem deutschen Boot. Zusammen mit Gaia Palma wechselte sie zur Weltmeisterschaft in den Vierer ohne Steuerfrau. Ergänzt durch Laura Basadonna und Silvia Martin belegte der italienische Vierer ohne den fünften Platz. Bei den Europameisterschaften ging sie dann wieder im Doppelvierer an den Start, mit derselben Mannschaft wie bei den U23-Weltmeisterschaften. Dieses Mal reichte es für die vier mit dem vierten Platz aber nicht zu einer Medaille.
Zu Beginn der Saison 2012 nahm sie im Doppelvierer an der Qualifikationsregatta für die Olympischen Sommerspiele 2012 teil. Gemeinsam mit Giulia Pollini, Gabriella Bascelli und Silvia Martin belegte sie den vierten Platz und verpasste damit die Qualifikation, da sich nur das siegende Boot qualifizierte. Beim dritten Weltcup der Saison belegte sie mit Giada Colombo im Doppelzweier den fünften Platz im B-Finale, was in der Endabrechnung Platz 11 bedeutete. Bei den U23-Weltmeisterschaften trat sie auch dieses Jahr wieder im Doppelvierer an. Für die neue Mannschaft mit Alessandra Patelli, Sara Magnaghi, Giada Colombo und Gaia Palma reichte es aber in diesem Jahr nur für den fünften Platz. Zum Abschluss der Saison startete sie mit Claudia Wurzel, Sara Magnaghi, Giada Colombo, Gabriella Bascelli, Sara Bertolasi, Gaia Palma, Enrica Marasca und Federica Cesarini im Achter bei den Europameisterschaften im heimischen Varese. Die Italienerinnen gewannen die Silbermedaille hinter dem Boot aus Rumänien. 2013 belegte sie im Einer den fünften Platz im B-Finale bei den Europameisterschaften, womit sie am Ende den 11. Platz belegte. Im Juli gewann sie mit Sara Bertolasi das B-Finale bei der Universiade in Kasan, womit die beiden siebte wurden. Drei Wochen später belegte sie zusammen mit Cecilia Bellati, Giada Colombo und Sara Magnaghi den vierten Platz im Doppelvierer bei der U23-Weltmeisterschaft. Gemeinsam mit Cecilia Bellati startete sie anschließend im Doppelzweier bei der Weltmeisterschaft. Die beiden fuhren als fünfte im B-Finale über die Ziellinie, so dass sie in der Endabrechnung den 11. Platz belegten.
Zur neuen Saison 2014 wechselte Patelli den Verein und startet seitdem für Canottieri Padova. Außerdem ging es für sie wieder zurück in den Doppelvierer. Bei der Europameisterschaft gewann sie mit Sara Bertolasi, Laura Schiavone und Gaia Palma das B-Finale und belegte damit den siebten Platz. Beim dritten Weltcup in Luzern belegte sie im Doppelvierer mit Benedetta Bellio, Veronica Paccagnella und Gaia Palma den vierten Platz im B-Finale und damit insgesamt den 10. Platz. Gemeinsam mit Sara Magnaghi, Laura Schiavone und Sara Bertolasi startete sie im Doppelvierer bei der Weltmeisterschaft. Dieses Mal belegte der italienische Doppelvierer den sechsten Platz im B-Finale und damit am Ende den 12. Platz. 2015 wechselte sie in den Zweier ohne Steuerfrau und startete zusammen mit Gaia Palma beim zweiten Weltcup der Saison. Die beiden belegten im B-Finale den 6. Platz und beendeten die Regatta damit auf Platz 12. Beim dritten Weltcup fuhren sie im B-Finale als fünfte über die Ziellinie, was Platz 11 bedeutete. Zur Weltmeisterschaft bekam sie mit Sara Bertolasi eine neue Partnerin. Da Bertolasi in der Vorbereitung auf die Weltmeisterschaft mit einer Rippenverletzung zu kämpfen hatte, reichte es für die beiden nur zum zweiten Platz im C-Finale. Mit dem 14. Platz verpassten die beiden die Quotenplätze für die Olympischen Spiele deutlich. Das Duo ging aber gemeinsam in die neue Saison, mit dem Ziel sich bei der finalen Qualifikationsregatta doch noch für die Olympischen Spiele zu qualifizieren. Beim ersten Weltcup im heimischen Varese konnten sie diese Ambitionen untermauern, als sie hinter dem Boot aus Südafrika die Silbermedaille gewinnen konnten. Bei der Qualifikationsregatta belegten die beiden dann den dritten Platz. Da es vier Qualifikationsplätze gab, gelang ihnen damit die Qualifikation für die olympische Ruderregatta in Rio de Janeiro. Bei den Olympischen Spielen mussten sie nach einem vierten Platz im Vorlauf in den Hoffnungslauf. Im Hoffnungslauf belegten sie den zweiten Platz und qualifizierten sich damit für das Halbfinale A/B der besten 12 Boote. Mit dem sechsten Platz im Halbfinale verpassten sie das A-Finale dann aber deutlich. Das B-Finale beendeten sie auf dem fünften Platz, so dass sie die Spiele als 11. beendeten. Nach den Olympischen Spielen hörte Patelli erstmal mit dem Rudersport auf.
Nach 6 Monaten nahm sie das Training aber wieder auf, mit dem Ziel an den Olympischen Sommerspielen in Tokio teilzunehmen. Sie stieg wieder mit ihrer alten Partnerin Sara Bertolasi in den Zweier ohne Steuerfrau. 2018 qualifizierten sie sich dann intern auch wieder für die Nationalmannschaft. Beim zweiten Weltcup der Saison in Linz/Ottensheim gelang es den beiden direkt die Silbermedaille hinter den Neuseeländerinnen zu gewinnen. Bei der Europameisterschaft gewannen die beiden dann hinter den Booten aus Rumänien und den Niederlanden die Bronzemedaille. Bei der Weltmeisterschaft in Plowdiw verpassten sie als vierte dann knapp eine Medaille. Zu Beginn der Saison 2019 wechselten die beiden die Bootsklasse und starteten mit Laura Meriano und Giorgia Pelacchi im Vierer ohne Steuerfrau bei den Europameisterschaften. Die vier schafften es nicht sich für das A-Finale zu qualifizieren und belegten im B-Finale den dritten Platz, womit sie am Ende neunte wurden. Anschließend traten Patelli und Bertolasi als zweites italienisches Boot im Zweier ohne Steuerfrau beim zweiten Weltcup der Saison in Posen an, wo sie den vierten Platz im B-Finale belegten und damit 10. wurden. Weil der andere italienische Zweier ohne besser platziert war, wechselten beide zur Weltmeisterschaft in Linz/Ottensheim wieder in den Vierer ohne. Zusammen mit Alessandra Montesano und Valentina Iseppi konnten sie aber auch in dieser Bootsklasse das A-Finale nicht erreichen. Im B-Finale belegten sie den sechsten Platz und beendeten die Weltmeisterschaften auf Platz 12. Nachdem 2020 der Großteil der Saison abgesagt wurde, startete sie im September mit einer neuen Mannschaft im Vierer ohne bei den Europameisterschaften. Mit Aisha Rocek, Kiri Tontodonati und Chiara Ondoli gewann sie im Finale die Silbermedaille hinter den Niederländerinnen. Zu Beginn der Saison 2021 starteten die vier im Vierer ohne bei den Europameisterschaften im heimischen Varese. Sie konnten sich über den Vor- und Hoffnungslauf für das A-Finale qualifizieren, belegten dort aber den sechsten und damit letzten Platz des Finales. Bei den Olympischen Spielen in Tokio traten Patelli und Ondoli im Doppelzweier an und belegten den neunten Platz.

## Internationale Erfolge
- 2011: Silbermedaille U23-Weltmeisterschaften im Doppelvierer
- 2011: 5. Platz Weltmeisterschaften im Vierer ohne Steuerfrau
- 2011: 4. Platz Europameisterschaften im Doppelvierer
- 2012: 5. Platz U23-Weltmeisterschaften im Doppelvierer
- 2012: Silbermedaille Europameisterschaften im Achter
- 2013: 11. Platz Europameisterschaften im Einer
- 2013: 7. Platz Universiade im Doppelzweier
- 2013: 4. Platz U23-Weltmeisterschaften im Doppelvierer
- 2013: 11. Platz Weltmeisterschaften im Doppelzweier
- 2014: 7. Platz Europameisterschaften im Doppelvierer
- 2014: 12. Platz Weltmeisterschaften im Doppelvierer
- 2015: 14. Platz Weltmeisterschaften im Zweier ohne Steuerfrau
- 2016: 11. Platz Olympische Spiele im Zweier ohne
- 2018: Bronzemedaille Europameisterschaften im Zweier ohne
- 2018: 4. Platz Weltmeisterschaften im Zweier ohne
- 2019: 9. Platz Europameisterschaften im Vierer ohne
- 2019: 12. Platz Weltmeisterschaften im Vierer ohne
- 2020: Silbermedaille Europameisterschaften im Vierer ohne
- 2021: 6. Platz Europameisterschaften im Vierer ohne
- 2021: 9. Platz Olympische Spiele 2020 im Doppelzweier

## Berufsweg
Alessandra Patelli schloss 2017 ihr Medizin Studium an der Universität Padua ab. Anschließend spezialisierte sie sich im weiteren Studium auf Sport- und Bewegungsmedizin. Ihre Ausbildung nutzte sie um 2020 in ihrer Heimat der Provinz Treviso beim ULSS 2 Marca Trevigiana als Freiwillige mitzuarbeiten und im Telefondienst den Einwohnern der Region Fragen zum Coronavirus zu beantworten.